# Ејми Лоуел
Eјми Лоуел (Бруклин, 9. фебруар 1874 — Бруклин, 12. мај 1925) била је америчка имажинистичка песникиња. Године 1926. постхумно је добила Пулицерову награду за поезију.